# Zelena Nîva, Krasnoperekopsk
Zelena Nîva (în ucraineană Зелена Нива) este un sat în comuna Vîșnivka din raionul Krasnoperekopsk, Republica Autonomă Crimeea, Ucraina.

## Demografie
Componența lingvistică a localității Zelena Nîva
     Rusă (49,33%)
     Ucraineană (29,25%)
     Tătară crimeeană (16,58%)
     Romani (3,77%)
     Alte limbi (0,13%)
Conform recensământului din 2001, nu exista o limbă vorbită de majoritatea populației, aceasta fiind compusă din vorbitori de rusă (49,33%), ucraineană (29,25%), tătară crimeeană (16,58%) și romani (3,77%).